# Hiroto Arai
Hiroto Arai (jap. 新井 博人, Arai Hiroto; * 22. Juni 1996 in der Präfektur Kanagawa) ist ein japanischer Fußballspieler.

## Karriere
Hiroto Arai erlernte das Fußballspielen in den Schulmannschaften vom Register FC und dem FC Tokyo, der Schulmannschaft der Toin Gakuen High School sowie der Universitätsmannschaft der Meiji-Gakuin-Universität. Seinen ersten Vertrag unterschrieb er 2019 bei Giravanz Kitakyūshū. Der Verein aus Kitakyūshū, einer Großstadt in der Präfektur Fukuoka auf der japanischen Insel Kyūshū, spielte in der dritthöchsten Liga des Landes, der J3 League. 2019 wurde er mit dem Klub Meister der dritten Liga und stieg in die zweite Liga auf. Am Ende der Saison 2021 stieg er mit dem Verein aus Kitakyūshū als Tabellenvorletzter in die dritte Liga ab. Für Giravanz absolvierte er 28 Zweitligaspiele. Nach dem Abstieg verließ er den Klub und schloss sich dem Regionalligisten Vonds Ichihara an.

## Erfolge
Giravanz Kitakyūshū
- J3 League: 2019  ▲